# Военная зона C

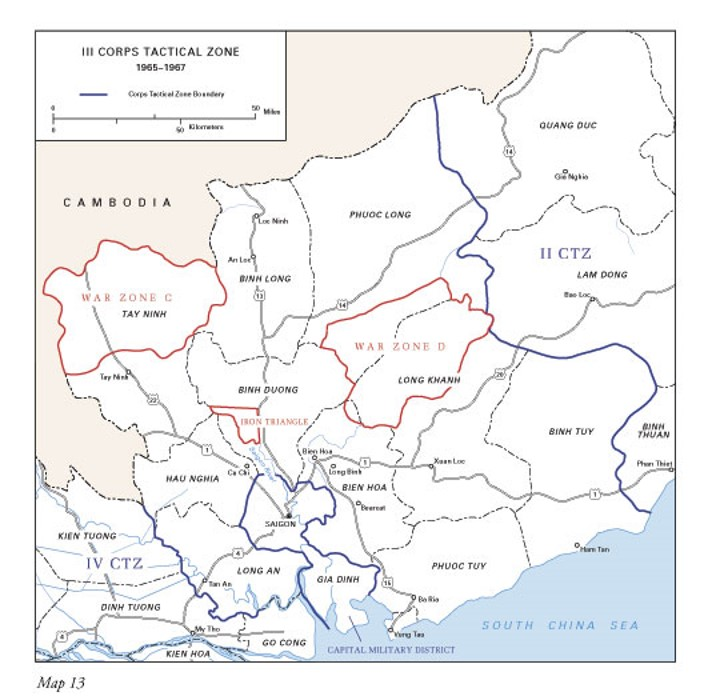
Англоязычная схема III корпусной тактической зоны ВС США куда во время войны во Вьетнаме входила и зона войны Ц.

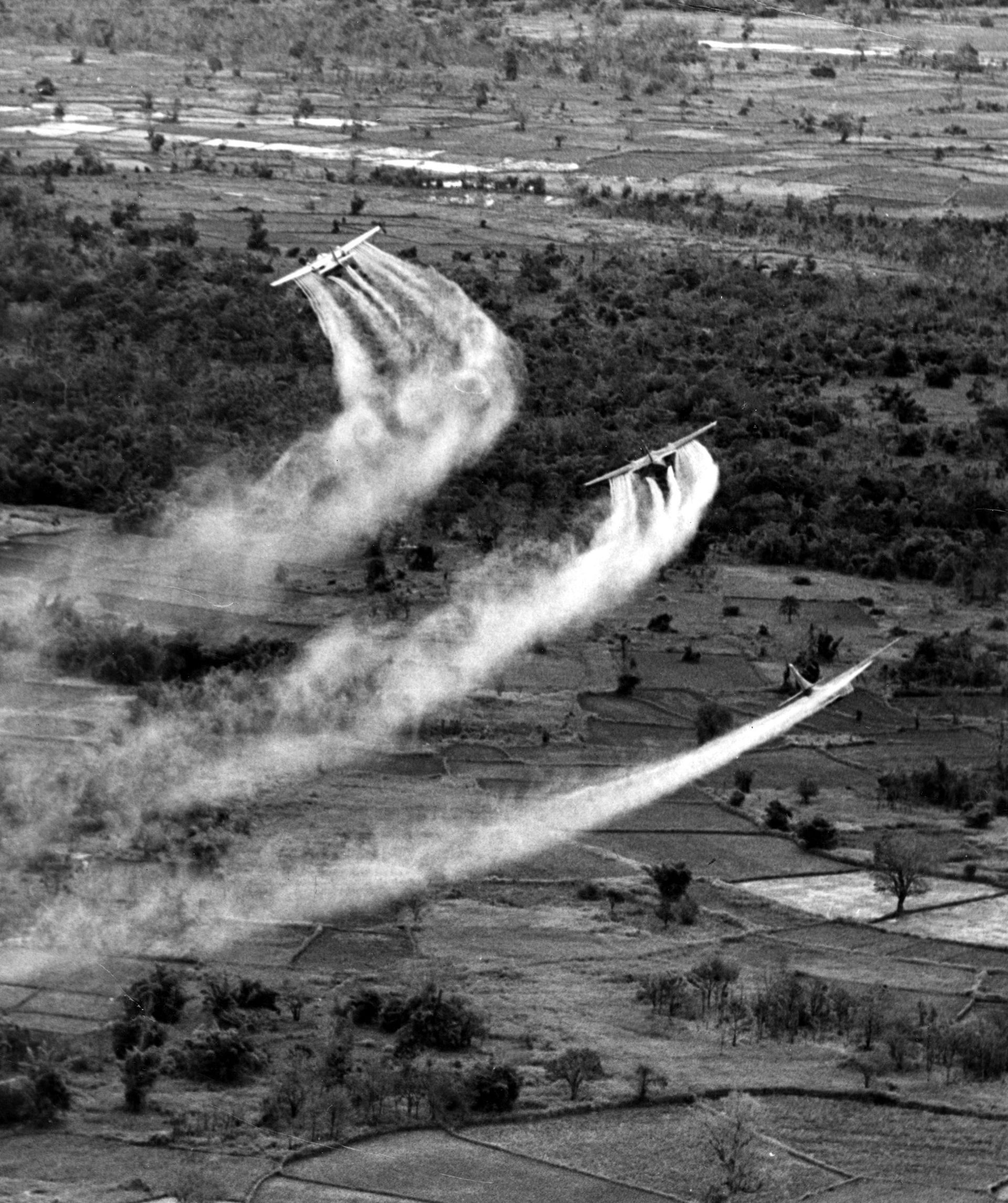
Распыление дефолиантов с самолётов Фэйрчайлд Ц-123 «Провайдер» (C-123 Provider), Южный Вьетнам, 1966 год.

Военная зона Ц, Зона войны Ц (англ. War Zone C) или Район военных действий «Ц» — американское название одного из районов Южного Вьетнама во время войны во Вьетнаме в 1960—1970-е годы.
Район (зона) военных действий C, как и специальная зона Зынгшак в дельте Меконга и военная зона D, подвергся самой большой обработке дефолиантами в период войны.

## История
Территория Южного Вьетнама, с 1962 года, была разделена на четыре военные зоны, которые располагались с севера на юг, и назывались:
- тактическая зона I корпуса;
- тактическая зона II корпуса;
- тактическая зона III корпуса;
- тактическая зона IV корпуса[3].

Военная зона C располагалась северо-западнее города Сайгон и занимала всю северную часть провинции Тэйнинь у границы с Камбоджей находилась в тактической зоне III корпуса. Эта было одним из мест, где «тропа Хо Ши Мина» заходила на территорию Южного Вьетнама. Название появилось ещё в период колониальной войны Франции (Индокитайская война), и его происхождение неизвестно. В военной зоне Ц в основном действовали американские 1-я и 25-я пехотная дивизия вооружённых сил (ВС). Здесь были проведены несколько значительных военных операций, в частности, операции «Attleboro» и «Junction City» (одни из крупнейших в ходе войны), а также множество более мелких.